# Hydrania
Hydrania es un género de foraminífero bentónico de la familia Ophthalmidiidae, de la superfamilia Cornuspiroidea, del suborden Miliolina y del orden Miliolida. Su especie tipo es Agathamminoides gsollbergensis. Su rango cronoestratigráfico abarca el Carniense (Triásico superior).

## Discusión
Clasificaciones más recientes incluyen Hydrania en la superfamilia Nubecularioidea.

## Clasificación
Hydrania incluye a la siguiente especie:
- Hydrania dulloi †